# Lupi Pallavolo Santa Croce
Le club de volley-ball de Santa Croce (qui a porté plusieurs noms différents au cours de son existence en raison de changements de sponsors principaux) évolue au plus haut niveau national (Serie A1). Il est basé à Santa Croce sull'Arno.

## Historique
- 2005 : le club accède à la Serie A1.

## Palmarès
- Coppa Italia A2 : 2005

## Entraîneurs
- 2002-2003 :  Antonio Babini
- 2003-2004 :  Flavio Gulinelli
- 2009-2011 :  Gianlorenzo Blengini
- 2015-2016 :  Marco Bracci

## Joueurs majeurs

### Du monde entier
- Luca Cantagalli  Italie (réceptionneur-attaquant, 1,99 m)
- Frank Dehne  Allemagne (passeur, 2,02 m)
- Paul Duerden  Canada (pointu, 1,95 m)
- Guillermo Falasca  Espagne (réceptionneur-attaquant, 2,00 m)
- Terry Martin  Canada/ Irlande (réceptionneur-attaquant, 2,01 m)

### Les Français et Santa Croce
- Gabriel Zobo-Lebay  France (pointu, 1,94 m)